# فرودگاه فولتن
فرودگاه فولتن (به انگلیسی: Fulton Airport) یک فرودگاه همگانی بهره‌برداری هوایی است که یک باند فرود آسفالت دارد و طول باند آن ۸۲۳ متر است. این فرودگاه در شهر فولتن، کنتاکی کشور ایالات متحده آمریکا قرار دارد و در ارتفاع ۱۲۲ متری از سطح دریا واقع شده‌است.